# Дурбэты
Дурбэ́ты, восто́чные дербе́ты (монг. Дөрвэд, Зүүн дөрвөд) — один из южно-монгольских этносов, проживающих на территории провинции Хэйлунцзян КНР.

## Этноним
В переводе с монгольского языка слово «дурбэн (дорбен, дөрвөн)» означает «четыре». Зүүн дөрвөд с монгольского переводится как восточные дербеты.

## История
Согласно «Сокровенному сказанию монголов», основатель рода дурбэн — Дува-Сохор. Он происходил по мужской линии в 11 поколении от легендарного предка монголов — Бортэ-Чино (Серый волк). Отцом Дува-Сохора был Тороколджин Баян, имевший двух боевых коней Дайр и Боро, матерью — Борокчин Гоа. Женой его младшего брата — Добун Мергена была Алан Гоа, «прародительница нирун-монголов» и «золотого рода» Чингисхана.
После смерти Дува-Сохора четыре его сына, не признавая своего дядю по отцу Добун-Мэргэна, откочевали от него и образовали «дорбен-иргэн» — племя дорбен. Четырёх сыновей Дува-Сохора звали Донай, Докшин, Эмнек и Эркек. Сказанное относится к событиям X в. В XI—XII вв. подданные четырех сыновей Дува-Сохора обитали на реке Халх гол. Позже они перекочевали на запад, на Алтай, где вошли в состав ойратов. Став более могущественными с XV в., в начале XVI в. дербеты (дөрвөд) уже стали одним из четырех главных аймаков ойратского союза Дурбэн Ойрат.
История дурбэтов, иначе именуемых восточными дербетами, связана с потомками Джочи-Хасара, брата Чингисхана. При империи Цин дурбэдские монголы были объединены в Дурбэдское знамя, и подчинены аймаку Джирим.
После Синьхайской революции Дурбэдский хошун (杜尔伯特旗) сохранился как административная единица провинции Хэйлунцзян, но фактически началось разведение административных структур для китайцев и монголов.
В 1931 году Маньчжурия была оккупирована японскими войсками, а в 1932 году было образовано марионеточное государство Маньчжоу-го. В 1933 году из хошуна был выделен уезд Тайкан (泰康县). В 1934 году было введено деление Маньчжоу-го на 15 провинций и 1 особый город, и эти земли оказались в составе провинции Лунцзян. В 1940 году уезд Тайкан был распущен, а его земли вновь вошли в состав Дурбэдского хошуна.
В 1945 году Маньчжурия была освобождена Советской армией. После войны правительство Китайской республики приняло программу нового административного деления Северо-Востока, и Дурбэдский хошун оказался в составе провинции Нэньцзян. В апреле 1946 года опять был создан уезд Тайкан, но в августе того же года он опять был распущен, а его земли вернулись в состав хошуна. В 1947 году провинции Хэйлунцзян и Нэньцзян были объединены в «Объединённую провинцию Хэйлунцзян и Нэньцзян» (сокращённо — провинцию Хэйнэнь), однако вскоре разделены вновь. В мае 1949 года провинция Нэньцзян была присоединена к провинции Хэйлунцзян.
В августе 1954 года эти земли вошли в состав новообразованного Специального района Нэньцзян (嫩江专区). 10 октября 1956 года Дурбэдский хошун был ликвидирован, а вместо него образован Дурбэд-Монгольский автономный уезд. В 1961 году Специальный район Нэньцзян был ликвидирован, и автономный уезд перешёл в подчинение Цицикара (с 1984 года — городской округ Цицикар). В 1992 году Дурбэд-Монгольский автономный уезд был переведён из городского округа Цицикар в городской округ Дацин.

## Расселение
В настоящее время дурбэты проживают на территории Дурбэд-Монгольского автономного уезда провинции Хэйлунцзян КНР.